# Liste der Biografien/Poo
Liste der Biografien |
Portal Biografien |
Personensuche
# |
A |
B |
C |
D |
E |
F |
G |
H |
I |
J |
K |
L |
M |
N |
O |
P |
Q |
R |
S |
T |
U |
V |
W |
X |
Y |
Z |
?
 
Pa |
Pc |
Pe |
Pf |
Ph |
Pi |
Pj |
Pk |
Pl |
Pm |
Pn |
Po |
Pr |
Ps |
Pt |
Pu |
Pv |
Pw |
Py
 
Poa |
Pob |
Poc |
Pod |
Poe |
Pof |
Pog |
Poh |
Poi |
Poj |
Pok |
Pol |
Pom |
Pon |
Poo |
Pop |
Por |
Pos |
Pot |
Pou |
Pov |
Pow |
Pox |
Poy |
Poz
Die Liste der Biografien führt alle Personen auf, die in der deutschsprachigen Wikipedia einen Artikel haben. Dieses ist eine Teilliste mit 162 Einträgen von Personen, deren Namen mit den Buchstaben „Poo“ beginnt.

## Poo
- Poo Bear (* 1978), US-amerikanischer Songwriter und Sänger
- Poo, Mu-Ming (* 1948), chinesisch-US-amerikanischer Neurowissenschaftler

### Pooc
- Pooch, Jürgen (1943–1998), niederdeutscher Volksschauspieler, Sprecher und Autor

### Pood
- Poodchalat, Pisit (* 1992), thailändischer Badmintonspieler

### Pooe
- Pooe, Frank (* 1974), südafrikanischer Marathonläufer

### Poog
- Pöögelmann, Hans (1875–1938), estnischer Dichter, Übersetzer und Politiker

### Pooh
- Pooh Shiesty (* 1999), US-amerikanischer Rapper
- Pooh-Man (* 1971), US-amerikanischer Rapper

### Pooj
- Poojary, Nikhil (* 1995), indischer Fußballspieler

### Pook
- Pook, Carolin (* 1981), deutsche Musikerin und Komponistin
- Pook, Fritz (1857–1944), deutscher Theaterschauspieler und -intendant
- Pook, Hermann (1901–1983), deutscher KZ-ZahnarztHermann Pook (1901–1983)

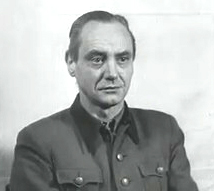
Hermann Pook (1901–1983)

- Pook, Jocelyn (* 1960), britische Komponistin und Violinistin
- Pook, Volker (* 1969), deutscher Kommunikationsdesigner
- Pook, Wilhelm (1905–1993), deutscher Architekt und Baubeamter
- Pookutty, Resul (* 1971), indischer Tonmeister

### Pool
- Pool, Albert-Jan (* 1960), niederländischer Schriftgestalter und Grafikdesigner
- Pool, Andre (* 1961), seychellischer Politiker
- Pool, Endel (1923–2021), US-amerikanisch-estnischer Ingenieur und Soldat
- Pool, Gerrit Claesz, niederländischer Schiffbauer
- Pool, Ithiel de Sola (1917–1984), US-amerikanischer Politik- und Kommunikationswissenschaftler
- Pool, Jakob (1700–1771), Schweizer Kaufmann und Plantagenbesitzer
- Pool, Joe R. (1911–1968), US-amerikanischer Politiker
- Pool, John (1826–1884), US-amerikanischer Politiker der Republikanischen Partei
- Pool, Judith Graham (1919–1975), US-amerikanische Medizinerin und Hochschullehrerin
- Pool, Juriaen (1666–1745), niederländischer Porträtmaler und Kupferstecher
- Pool, Léa (* 1950), schweizerisch-kanadische Filmregisseurin und Drehbuchautorin
- Pool, Phanee de (* 1989), Schweizer Musikerin
- Pool, Theodor (1890–1942), estnischer Politiker, Mitglied des Riigikogu und Agronom
- Pool, Tim (* 1986), US-amerikanischer YouTuber und JournalistTim Pool (* 1986)

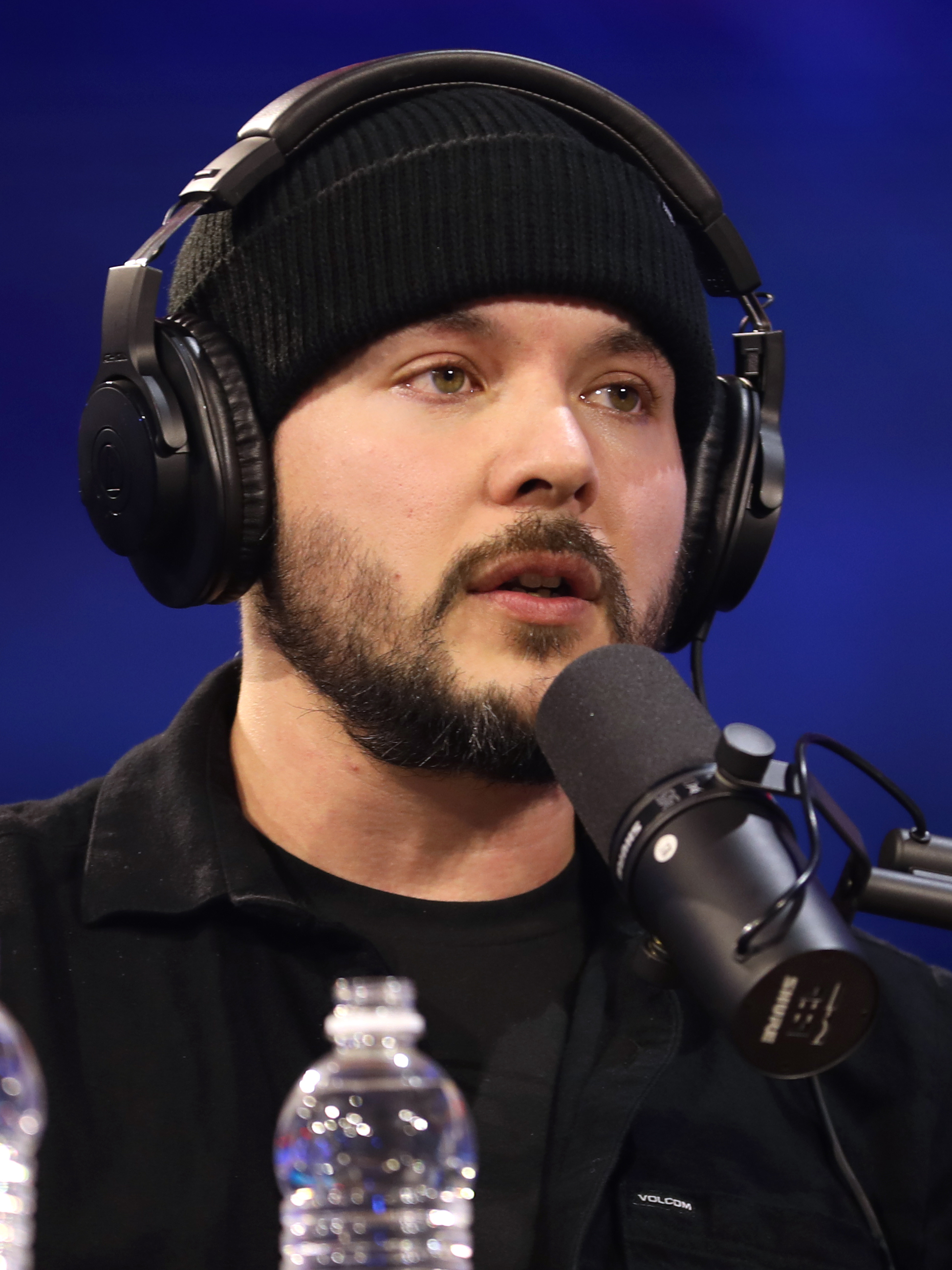
Tim Pool (* 1986)

- Pool, Tommy (1935–1990), US-amerikanischer Sportschütze
- Pool, Walter F. (1850–1883), US-amerikanischer Politiker
- Pool-Zobel, Beatrice L. (1949–2008), deutsche Ernährungstoxikologin
- Poola, Anthony (* 1961), indischer Geistlicher, römisch-katholischer Erzbischof von Hyderabad
- Pooladi, Mehrdad (* 1987), iranischer Fußballspieler
- Poole, Alan F. (* 1948), US-amerikanischer Ornithologe und Ökologe
- Poole, Barney (1923–2005), US-amerikanischer American-Football-Spieler und -Trainer
- Poole, Billie (1929–2005), US-amerikanische Jazzsängerin
- Poole, Breyton (* 2000), südafrikanischer Hochspringer
- Poole, Brian (* 1941), englischer Popsänger
- Poole, Brian (* 1992), US-amerikanischer American-Football-Spieler
- Poole, Charlie (1892–1931), US-amerikanischer Country-Sänger
- Poole, Christopher (* 1988), US-amerikanischer Programmierer und UnternehmerChristopher Poole (* 1988)

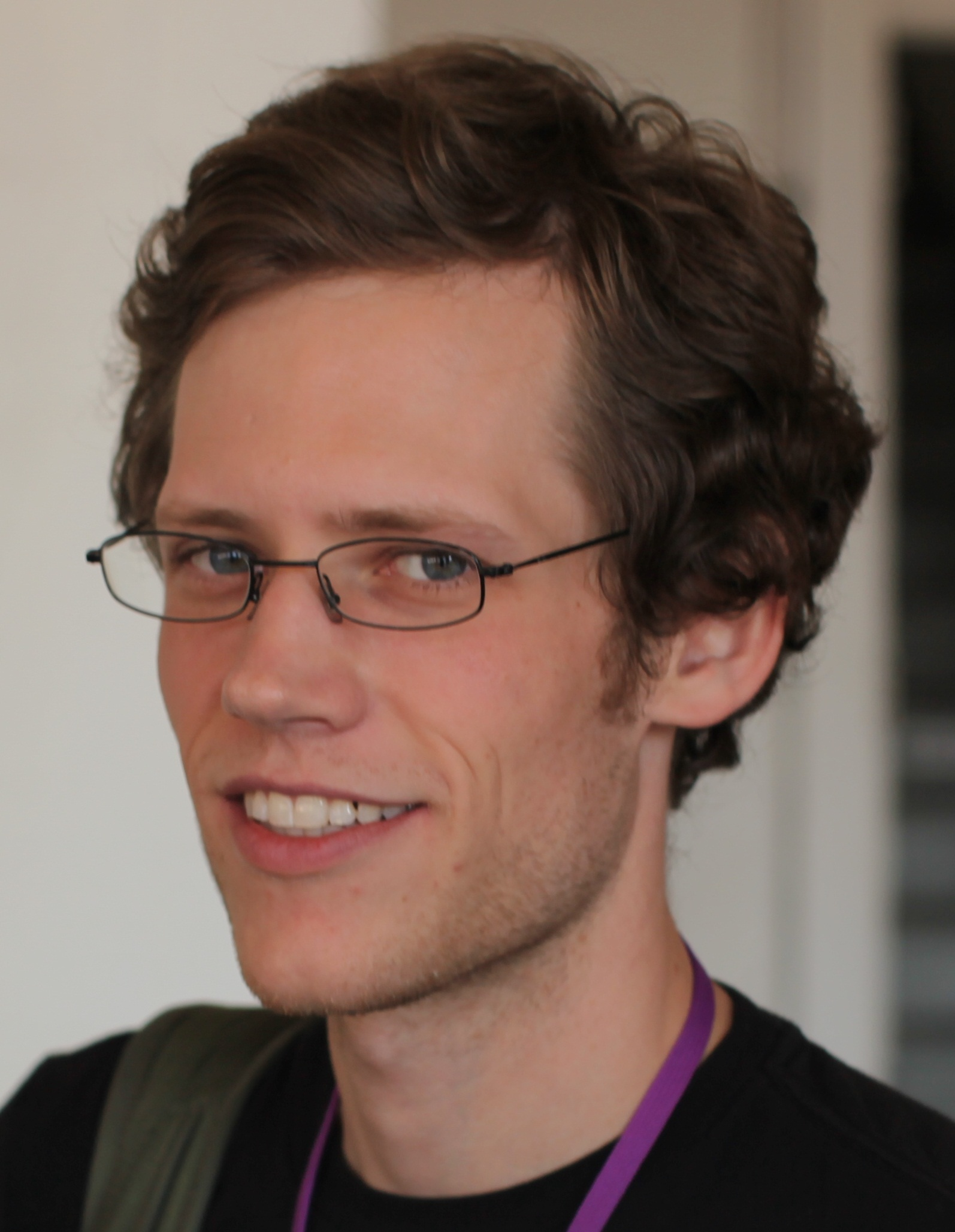
Christopher Poole (* 1988)

- Poole, Deborah Ann (* 1952), US-amerikanische Anthropologin und Hochschullehrerin
- Poole, Elizabeth (1588–1654), englische Siedlerin, Gründerin der Stadt Taunton in Massachusetts
- Poole, Eric (* 1976), US-amerikanischer Basketballspieler
- Poole, Ernest (1880–1950), US-amerikanischer Schriftsteller
- Poole, Frederick Cuthbert (1869–1936), britischer Offizier, zuletzt Generalmajor
- Poole, Harold (1943–2014), US-amerikanischer Bodybuilder
- Poole, Heather (* 1969), kanadische Badmintonspielerin
- Poole, Henry (1873–1928), britischer Bildhauer
- Poole, Jim (1915–1994), US-amerikanischer American-Football-Spieler und -Trainer
- Poole, Jim (1932–2021), US-amerikanischer Badmintonspieler
- Poole, John (1786–1872), englischer Bühnenschriftsteller
- Poole, Jonas (1566–1612), englischer Robbenjäger und Entdecker
- Poole, Jordan (* 1999), US-amerikanischer Basketballspieler
- Poole, Kelvin (* 1958), australischer Radrennfahrer
- Poole, Kenny (1947–2006), US-amerikanischer Jazzgitarrist
- Poole, Kevin (* 1963), englischer Fußballspieler
- Poole, Kyle, US-amerikanischer Jazzmusiker (Schlagzeug)
- Poole, Malcolm (* 1949), australischer Hockeyspieler
- Poole, Max (* 2003), britischer RadrennfahrerMax Poole (* 2003)

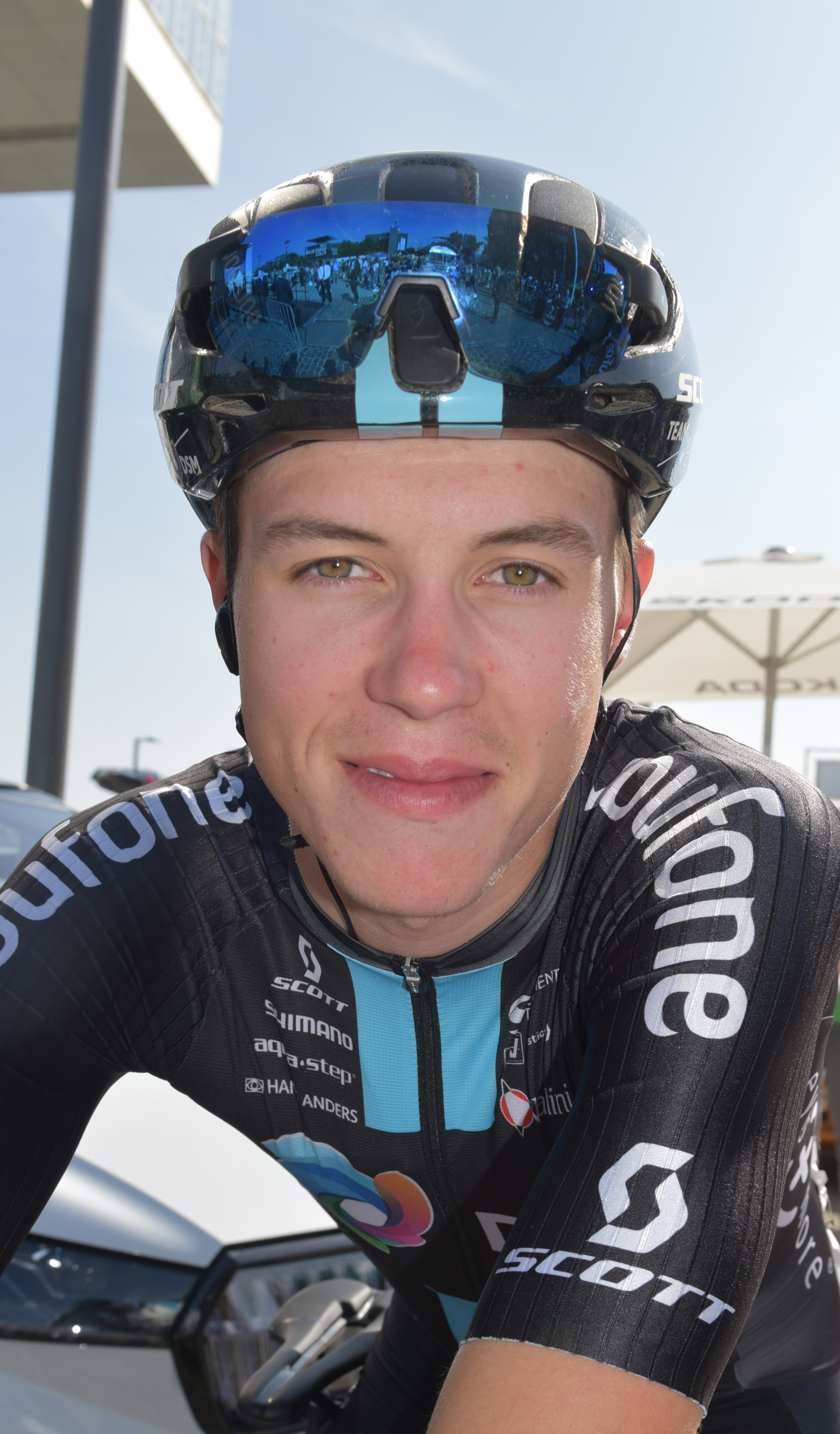
Max Poole (* 2003)

- Poole, Monica (1921–2003), britische Holzstecherin
- Poole, Ollie (1922–2009), US-amerikanischer American-Football-Spieler
- Poole, Otis (* 2007), britischer Hochspringer
- Poole, Ray (1921–2008), US-amerikanischer American-Football-Spieler und -Trainer
- Poole, Regan (* 1998), walisischer Fußballspieler
- Poole, Rose M. (1880–1963), US-amerikanische Kinobetreiberin und Politikerin
- Poole, Ryan (* 1998), englischer Volleyballspieler
- Poole, Shelly (* 1972), britische Popsängerin und Songwriterin
- Poole, Theodore L. (1840–1900), US-amerikanischer Politiker
- Poole, Vicki, neuseeländische Diplomatin
- Poole, Wakefield (1936–2021), US-amerikanischer Tänzer und Filmregisseur
- Poole, William Henry Evered (1902–1969), südafrikanischer Botschafter
- Pooley, Emma (* 1982), britische und Schweizer Radrennfahrerin und TriathletinEmma Pooley (* 1982)

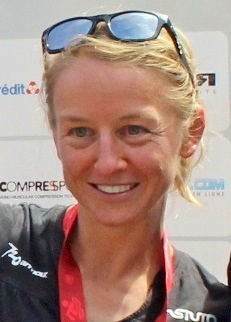
Emma Pooley (* 1982)

- Pooley, Frances, britische Schauspielerin und Synchronsprecherin
- Pooley, Ian (* 1973), deutscher House-DJ und Musikproduzent
- Pooley, Isobel (* 1992), britische Hochspringerin
- Pooley, Olaf (1914–2015), britischer Schauspieler und Drehbuchautor
- Pooley, Tony (1938–2004), südafrikanischer Naturschützer, Wildhüter und Leiter einer Krokodilfarm
- Poolkerd, Supanich (* 1997), thailändische Leichtathletin
- Poolman, Elisabeth Christine (1849–1930), niederländische Schauspielerin
- Poolman, Frauke (* 1961), deutsch-niederländische Schauspielerin, Synchron und Hörspielsprecherin
- Poolman, Marylu (1936–2004), niederländische Schauspielerin
- Poolman, Marylu-Saskia (* 1985), niederländische Schauspielerin
- Poolman, Tucker (* 1993), US-amerikanischer Eishockeyspieler
- Poolmann, Josias (1687–1742), deutscher Ordensgeistlicher, Abt von Grafschaft

### Poom
- Poom Jensen (1983–2004), thailändischer Adeliger, Enkel des thailändischen Königs Bhumibol Adulyadej
- Poom, Markus (* 1999), estnischer Fußballspieler
- Poom, Mart (* 1972), estnischer Fußballtorwart
- Poomchart, Adisorn (* 1994), thailändischer Fußballspieler
- Poomipat Kantanet (* 1997), thailändischer Fußballspieler
- Poomjaeng, Dechawat (* 1978), thailändischer Snookerspieler
- Poomphat Sarapisitphat (* 1988), thailändischer Fußballspieler

### Poon
- Poon, Christine (* 1952), US-amerikanische Geschäftsfrau und Hochschullehrerin
- Poon, Hang Wai (* 1999), chinesische Sprinterin (Hongkong)
- Poon, Joyce, chinesisch-kanadische Physikerin und Ingenieurin
- Poon, Lim (1918–1991), chinesischer Schiffbrüchiger, der 133 Tage im Südatlantik überlebte
- Poon, Lok Yan (* 1991), chinesische Badmintonspielerin (Hongkong)
- Poon, Pak Yan (* 1990), chinesische Sprinterin (Hongkong)
- Poon, Tiffany (* 1996), klassische Pianistin
- Poonacha, C. M. (1910–1990), indischer Politiker, Lok Sabha- und Rajya Sabha-Mitglied, Unionsminister, Chief Minister von Coorg, Gouverneur von Madhya Pradesh und Orissa
- Poonawalla, Cyrus (* 1941), indischer Unternehmer
- Poonen, Bjorn (* 1968), US-amerikanischer Mathematiker
- Poonia, Krishna (* 1982), indische Diskuswerferin
- Poonja, H. W. L. (1910–1997), indischer spiritueller LehrerH. W. L. Poonja (1910–1997)

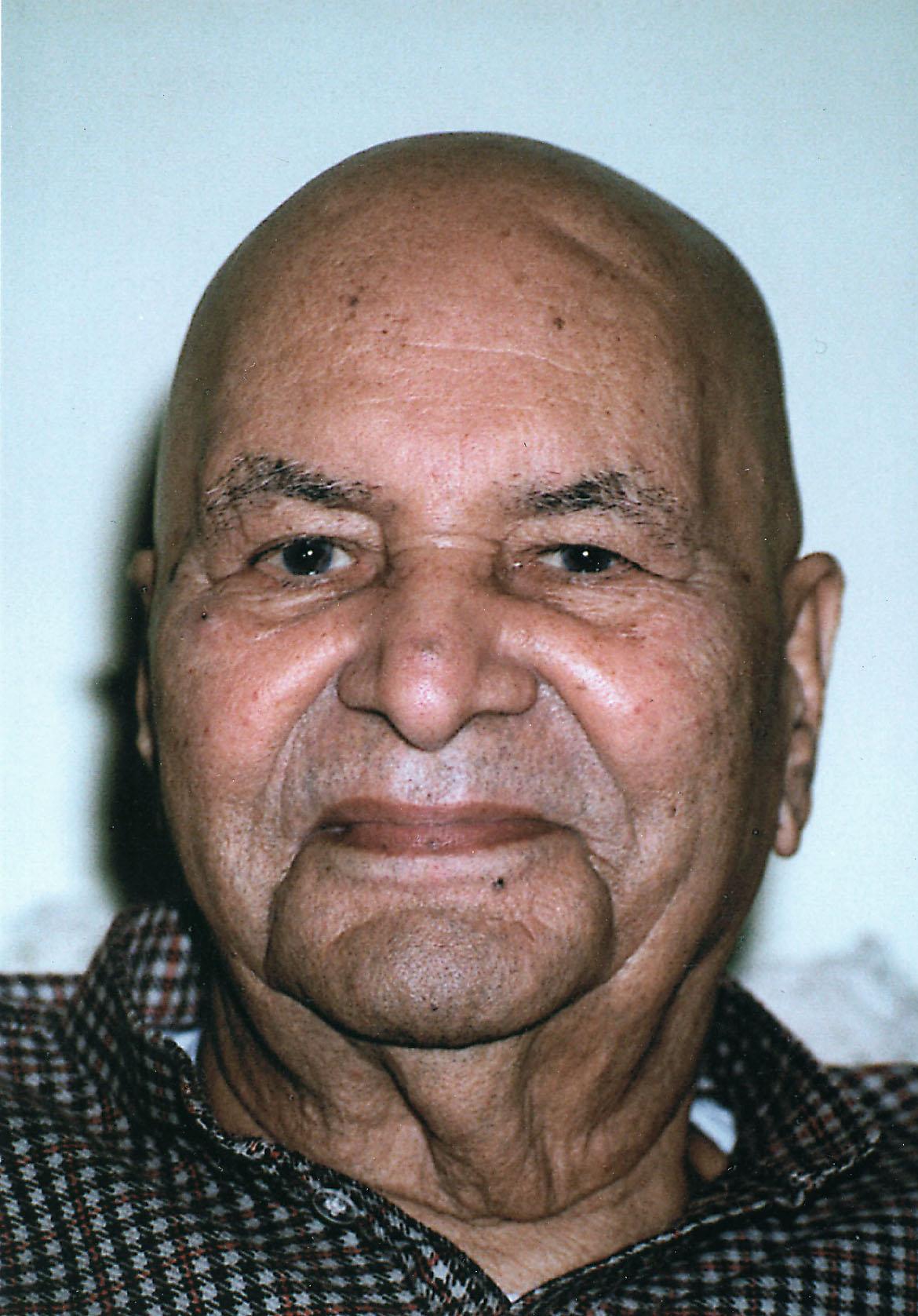
H. W. L. Poonja (1910–1997)

- Poonoosamy, Radha (1924–2008), mauritische Politikerin
- Poons, Larry (* 1937), US-amerikanischer Maler
- Poonsak Jakpa (* 1996), thailändischer Fußballspieler
- Poonsak Masuk (* 1990), thailändischer Fußballspieler
- Poonsawat Kratingdaenggym (* 1980), thailändischer Boxer im Superbantamgewicht

### Pooq
- Pooq († 1729), grönländischer Jäger, Europareisender und Autor

### Poor
- Poór, Brigitta (* 1989), ungarische Duathletin, Triathletin und Langstreckenläuferin
- Poor, Charles Lane (1866–1951), US-amerikanischer Astronom und Astrophysiker
- Poor, Edith (* 1992), neuseeländische Schauspielerin
- Poor, Enoch (1736–1780), US-amerikanischer Schiffbauer und Händler
- Poor, Herbert, englischer Geistlicher, Bischof von Salisbury
- Poor, Janet Meakin (1929–2017), US-amerikanische Gartendesignerin
- Poor, Salem (1758–1802), afroamerikanischer Soldat, der für seine Tapferkeit in der Schlacht von Bunker Hill ausgezeichnet wurde
- Poor, Ted (* 1981), US-amerikanischer Jazz-Schlagzeuger
- Poor, Tom (1903–1965), US-amerikanischer Hochspringer
- Poor, Vincent H. (* 1951), US-amerikanischer Elektroingenieur
- Pooran, Nicholas (* 1995), Cricketspieler der West Indies
- Poordad, Fred (* 1964), US-amerikanischer Mediziner und Autorennfahrer
- Poore, Dennis (1916–1987), britischer Automobilrennfahrer
- Poore, Melvyn (* 1951), britischer Tubaspieler und Komponist
- Poore, Richard († 1237), englischer Prälat
- Poore, Robert (1866–1938), britischer Brigadegeneral und Cricketspieler
- Poore, Vern, US-amerikanischer Toningenieur
- Pooridet Clinton (* 2005), thailändisch-US-amerikanischer Fußballspieler
- Poorman, Christian L. (1825–1912), US-amerikanischer Tischler, Jurist, Verleger, Offizier, Erfinder, Hersteller und Politiker
- Poorseifi, Mina (* 1984), iranische Leichtathletin
- Poorstacy (* 1999), US-amerikanischer Rapper und Songwriter
- Poorten, Aleid ter († 1452), Ordensfrau im Kloster Diepenveen
- Poorten, Alf van der (1942–2010), australischer Mathematiker
- Poorten, Geertruid ter († 1452), Ordensfrau im Kloster Diepenveen
- Poorten, Hein ter (1887–1968), Generalleutnant der niederländischen Armee
- Poorten, Karl August (1817–1880), deutsch-baltischer Maler und Illustrator der Düsseldorfer Schule
- Poorten, Swene ter († 1439), Ordensfrau im Kloster Diepenveen
- Poorter, Bastiaan de (1813–1880), niederländischer Porträtmaler, Radierer und Lithograf
- Poortvliet, Jan (* 1955), niederländischer Fußballspieler
- Poortvliet, Rien (1932–1995), niederländischer Maler und ZeichnerRien Poortvliet (1932–1995)

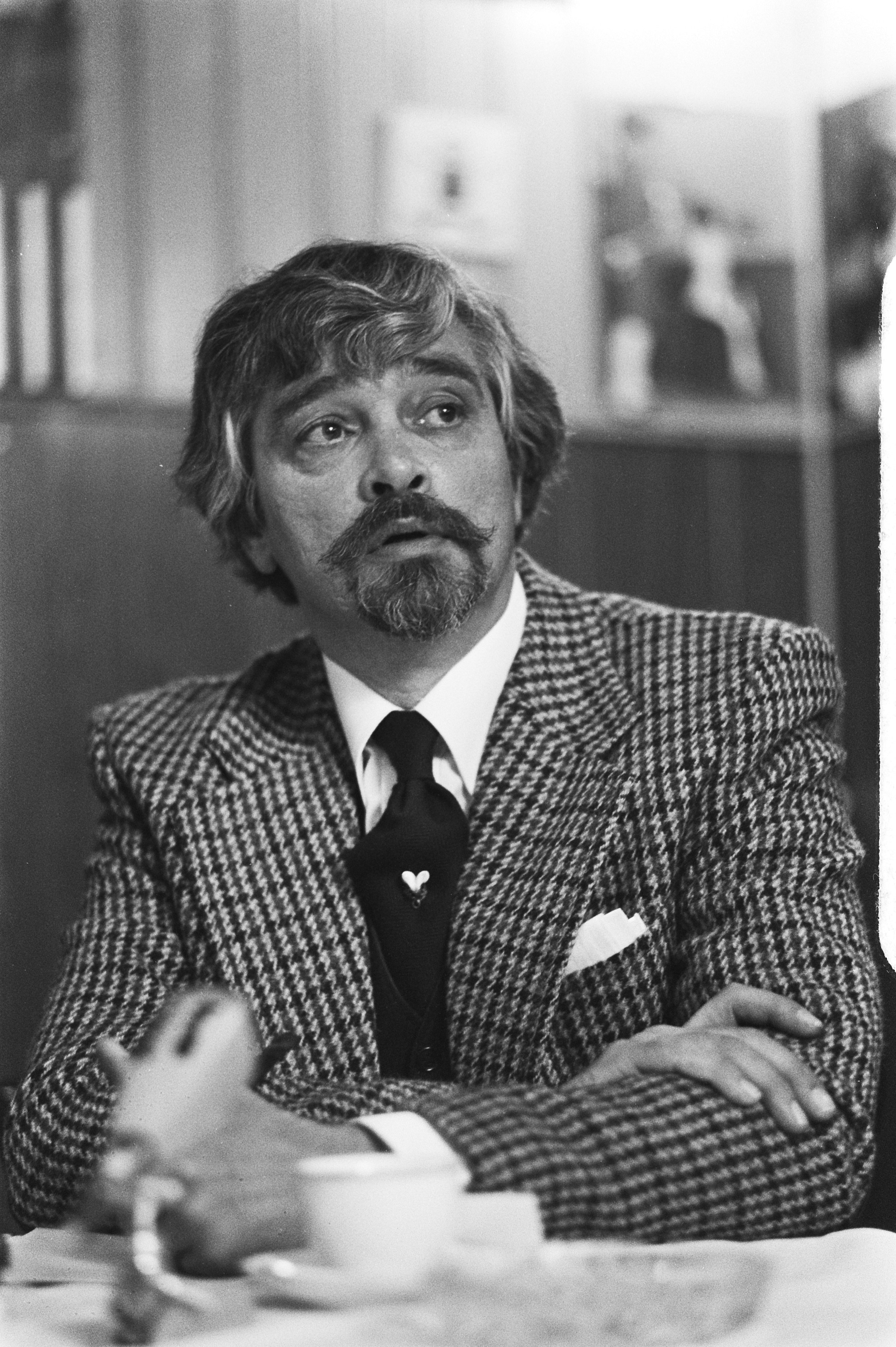
Rien Poortvliet (1932–1995)

### Poos
- Poos, Christian (* 1977), luxemburgischer Radrennfahrer
- Poos, Heinrich (1928–2020), deutscher Komponist und Musikschriftsteller
- Poos, Jacques (1935–2022), luxemburgischer Politiker, Mitglied der Chambre, MdEP
- Poos, Lawrence R. (* 1954), US-amerikanischer Mittelalterhistoriker
- Poosch, Max von (1872–1968), österreichischer Maler

### Poot
- Poot, Crescencio († 1885), Maya-Rebellenführer
- Poot, Marcel (1901–1988), belgischer Komponist und Hochschullehrer
- Poot, Mats (* 2005), Schweizer Radsportler
- Pooth, Franjo (* 1969), deutscher Unternehmer
- Pooth, Laura (* 1978), deutsche Lehrerin und Gewerkschaftsfunktionärin
- Pooth, Peter (1884–1958), deutscher Wissenschaftler und Archivar
- Pooth, Verona (* 1968), deutsche Moderatorin und UnternehmerinVerona Pooth (* 1968)

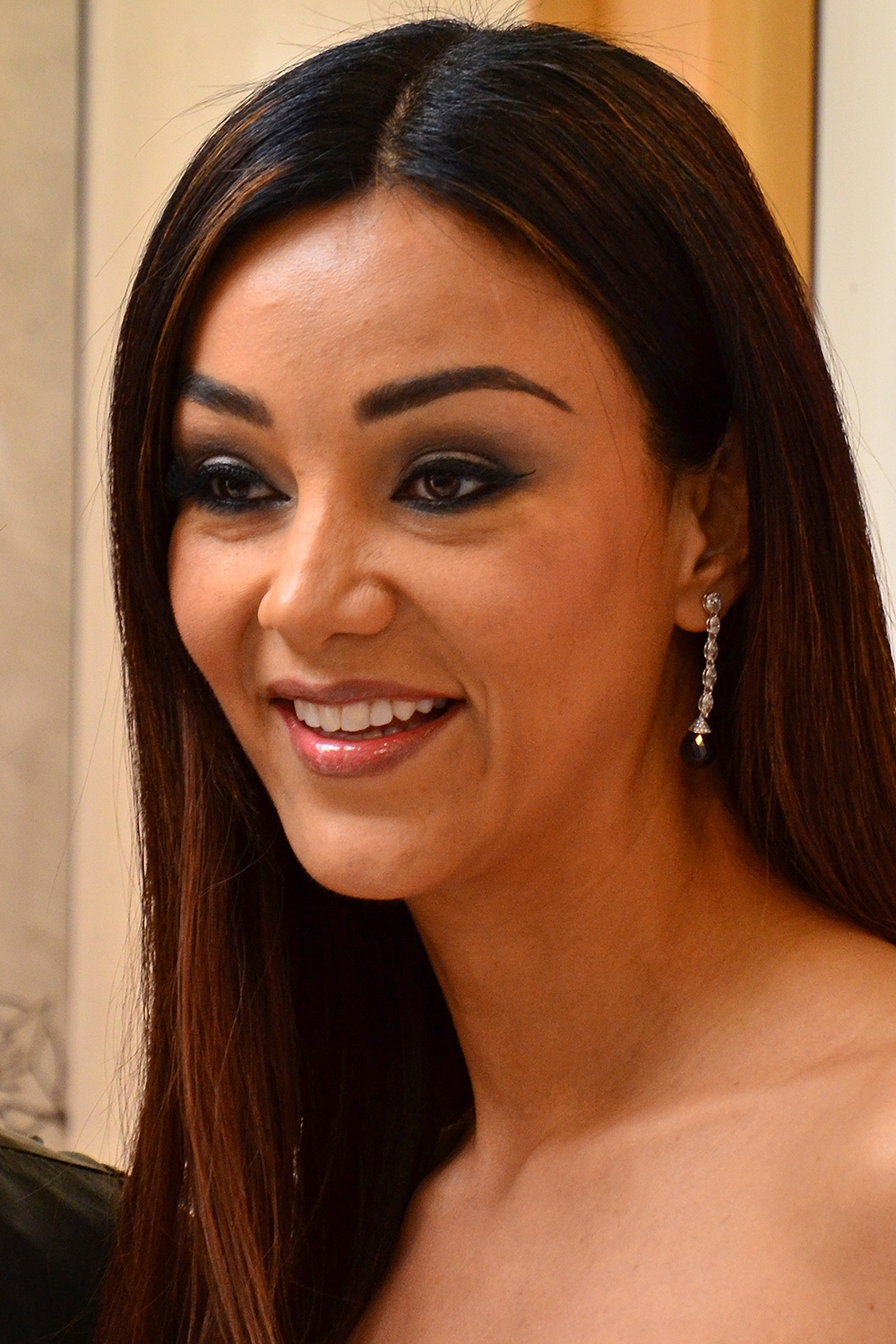
Verona Pooth (* 1968)

- Pootmans, Georges (1917–1976), belgischer Eishockeyspieler
- Pootoogook, Annie (1969–2016), kanadische Inuit-Künstlerin
- Poots, Charles (1929–2020), nordirischer Politiker, Mitglied der Nordirlandversammlung
- Poots, Edwin (* 1965), nordirischer Politiker, Vorsitzender der DUP, Mitglied der Nordirlandversammlung
- Poots, Imogen (* 1989), britische Schauspielerin
- Pootsmann, Jüri (* 1994), estnischer Sänger

### Poov
- Poovamma, M. R. (* 1990), indische Leichtathletin

### Poow
- Poowapat Netthip (* 1989), thailändischer Fußballspieler